# 揚一益二
「揚一益二」此一說法最早在唐宋時期已經出現，是由於揚州、益州的經濟發達而出現的說法，最早提於北宋司馬光的《資治通鑑》，另外於洪邁所著的《客齋隨筆》中也有提到「揚一益二」一詞。 

## 興起原因
由於隋代開鑿的運河連接了中國南北，賦予了許多城市新生命。以揚州為例，揚州位於大運河的交叉口，是一繁榮的工商城市，於是唐朝時有了「揚一益二」的說法。另外唐肅宗接受第五琦建議 ,在重要商業都市設鹽鐵轉運使。並派第五琦以度支郎中兼鹽鐵使身份進駐揚州 ,這為揚州的商業經濟繁榮提供了大好契機。第五琦採取了有效的榷鹽制度，其後劉晏在第五琦的基礎上，更加完善了榷鹽制度，此制度也在益州實施，使得益州成為僅次於揚州的商業重鎮，史籍才有了「揚一益二」之紀錄。